# Xylopia collina
Xylopia collina är en kirimojaväxtart som beskrevs av Friedrich Ludwig Diels. Xylopia collina ingår i släktet Xylopia och familjen kirimojaväxter. IUCN kategoriserar arten globalt som starkt hotad. Inga underarter finns listade i Catalogue of Life.